# 라이브 액션 롤플레잉 게임
라이브 액션 롤플레잉 게임(영어: live action role-playing game, LARP)은 롤플레잉 게임의 종류 중 하나로, 현실 세계에서 플레이어의 신체적 행동을 크게 수반한다.

## 일본
일본에서는 잡지 로그인에서 '잔켄즈 앤드 드래건스'라는 기획으로 실현했다. 플레이바이메일 게임은 여러 플레이어가 같은 날, 같은 장소에 집합할 수 없기 때문에 태어난 대안으로 진화한 것 것과는 대조적으로, 대형 이벤트로 같은 날 같은 장소에 많은 사람들이 참여를 예상하는 일이 많다. 예를 들어 호텔 등 넓은 장소를 빌려서 회장 곳곳에 배치된 여러 게임마스터 (GM)가 플레이어에게 게임의 상황 설명과 행동 지침을 플레이어가 돌아 다니며 게임을 진행하한다. 행위 판정 간소화를 위해 가위바위보 등이 사용되기도 한다.

## 같이 보기
- 코스프레